# شارلوت دوغاردان
شارلوت سوزان جين دوغاردان، حاصلة على رتبة الإمبراطورية البريطانية (من مواليد 13 يوليو 1985) هي متسابقة وفارسة وكاتبة بريطانية. أنجح متسابقة بريطانية في الترويض في تاريخ الرياضة والفائزة بجميع الألقاب والأرقام القياسية العالمية في هذه الرياضة، وقد وُصِفت دوغاردان بأنها المتسابقة المهيمنة على الترويض في عصرها.
ركوب فاليرقو، حَمّل دوغاردان المجموعة الكاملة من ألقاب الترويض الفردية المتاحة، الألقاب الفردية في السباحة الحرة الأولمبية، والسباحة الحرة العالمية والجائزة الكبرى الخاصة، والترويض الفردي لكأس العالم والألعاب الأوروبية الحرة، وألقاب الجائزة الكبرى الخاصة دوغاردان هو الفارس الأول، وحتى الآن فقط، تحمل هذه المجموعة الكاملة من الألقاب في نفس الوقت.